# サント・トマス・デ・カスティージャ
サント・トマス・デ・カスティージャ（Santo Tomás de Castilla）はグアテマラのイサバル県プエルト・バリオス自治体に属する都市。ホンジュラス湾に接するアマティケ湾の奥に位置する。グアテマラの主要な港町である。
1958年に公式の町の名前はマティアス・デ・ガルベス(Matías de Gálvez)に変えられたが、現在も古い名前が一般に使われている。

## 概要
サント・トマス・デ・カスティージャは県都プエルト・バリオスの隣にある。現在プエルト・バリオスの港で扱う荷物が主に農産物に限定されるのに対し、サント・トマス・デ・カスティージャ港は一般貨物を運び、グアテマラでもっとも忙しい港となっている。
主要な輸出品にバナナ、ニッケルがあり、輸入品にガソリン、石炭などのエネルギー資源、化学製品などがある:3:41。
周辺は熱帯雨林気候のジャングルの自然にあふれ、バードウォッチングに適する:239。プエルト・バリオスと港の間には舗装された道があり、クルーズ船も運行しているが、それ以外の場所に行く道は舗装されていない:239。

## 歴史
サント・トマス・デ・カスティージャは最初植民港として1604年に設立されたが、数年で放棄された:239。
グアテマラが独立した直後の1843年にはベルギーの植民地になった:239。
1880年代、フスト・ルフィーノ・バリオス政権下でプエルト・バリオスの町が設立され、20世紀はじめにはグアテマラシティからの鉄道も建設されてグアテマラの主要な港になったが、ユナイテッド・フルーツ・カンパニーがデルモンテに売却された1970年代からは衰退した:236。1976年のグアテマラ地震でプエルト・バリオスが大きな被害を受けると、港の機能がサント・トマス・デ・カスティージャに移された。
1973年には産業・商業フリーゾーン（Zona Libre de Industria y Comercio, 略称 ZOLIC（ソリック））が設立された。